# Nance (Jura)
Nance és un municipi francès situat al departament del Jura i a la regió de Borgonya - Franc Comtat. L'any 2007 tenia 467 habitants.

## Demografia

### Població
El 2007 la població de fet de Nance era de 467 persones. Hi havia 184 famílies de les quals 36 eren unipersonals (8 homes vivint sols i 28 dones vivint soles), 72 parelles sense fills, 56 parelles amb fills i 20 famílies monoparentals amb fills.
La població ha evolucionat segons el següent gràfic:
Habitants censats

### Habitatges
El 2007 hi havia 211 habitatges, 190 eren l'habitatge principal de la família, 18 eren segones residències i 3 estaven desocupats. 203 eren cases i 5 eren apartaments. Dels 190 habitatges principals, 171 estaven ocupats pels seus propietaris, 17 estaven llogats i ocupats pels llogaters i 2 estaven cedits a títol gratuït; 1 tenia una cambra, 3 en tenien dues, 25 en tenien tres, 45 en tenien quatre i 116 en tenien cinc o més. 155 habitatges disposaven pel capbaix d'una plaça de pàrquing. A 74 habitatges hi havia un automòbil i a 102 n'hi havia dos o més.

### Piràmide de població
La piràmide de població per edats i sexe el 2009 era:
| Homes | Edats   | Dones |
| ----- | ------- | ----- |
| 0     | 95 o +  | 0     |
| 0     | 90 a 94 | 0     |
| 0     | 85 a 89 | 0     |
| 0     | 80 a 84 | 0     |
| 0     | 75 a 79 | 0     |
| 12    | 70 a 74 | 8     |
| 0     | 65 a 69 | 20    |
| 24    | 60 a 64 | 20    |
| 0     | 55 a 59 | 16    |
| 12    | 50 a 54 | 4     |
| 24    | 45 a 49 | 12    |
| 32    | 40 a 44 | 36    |
| 16    | 35 a 39 | 16    |
| 8     | 30 a 34 | 16    |
| 12    | 25 a 29 | 8     |
| 4     | 20 a 24 | 8     |
| 16    | 15 a 19 | 12    |
| 28    | 10 a 14 | 12    |
| 12    | 5 a 9   | 16    |
| 8     | 0 a 4   | 0     |

## Economia
El 2007 la població en edat de treballar era de 303 persones, 225 eren actives i 78 eren inactives. De les 225 persones actives 213 estaven ocupades (111 homes i 102 dones) i 12 estaven aturades (5 homes i 7 dones). De les 78 persones inactives 29 estaven jubilades, 27 estaven estudiant i 22 estaven classificades com a «altres inactius».

### Ingressos
El 2009 a Nance hi havia 204 unitats fiscals que integraven 489,5 persones, la mediana anual d'ingressos fiscals per persona era de 17.545 €.

### Activitats econòmiques
Dels 14  establiments que hi havia el 2007, 4 eren d'empreses de construcció, 4 d'empreses de comerç i reparació d'automòbils, 2 d'empreses de transport, 1 d'una empresa financera, 1 d'una empresa immobiliària i 2 d'empreses de serveis.
Dels 4 establiments de servei als particulars que hi havia el 2009, 2 eren fusteries, 1 lampisteria i 1 electricista.
L'any 2000 a Nance hi havia 12 explotacions agrícoles que ocupaven un total de 637 hectàrees.

## Equipaments sanitaris i escolars
El 2009 hi havia una escola elemental integrada dins d'un grup escolar amb les comunes properes formant una escola dispersa.

## Poblacions més properes
El següent diagrama mostra les poblacions més properes.